# De feta åren är förbi
De feta åren är förbi (tyska: Die fetten Jahre sind vorbei;) är en tysk/österrikisk film från 2004 av Hans Weingartner med skådespelare såsom Daniel Brühl och Julia Jentsch. Nominerad till guldpalmen i filmfestivalen i Cannes 2004. 

## Handling
Jule (Julia Jentsch) är djupt skuldsatt efter att ha kört på en rik affärsmans bil, utan att ha en trafikskadeförsäkring. Vräkt från sin lägenhet flyttar hon in hos pojkvännen Peter (Stipe Erceg) och får veta att han och hans kompis Jan (Daniel Brühl) brukar bryta sig in i lyxvillor och möblera om som en protest mot de sociala orättvisorna. En natt, när Peter är bortrest, visar Jan Jule vad han och Peter gör. Jule visar Jan till en rik affärsmans villa, som blir deras nästa mål. Vid deras nattliga besök glömmer de en telefon och när de återvänder nästa natt för att återfå telefonen upptäcks de av husets ägare, Hardenberg (Burghart Klaußner).
De lyckas slå Hardenberg medvetslös, och bestämmer sig för att ta med honom till en stuga ute på landet tills vidare. Efter ett par dagar får de reda på att Hardenburg varit med i Sozialistischer Deutscher Studentenbund (Socialistiska tyska studentförbundet) och varit vän med Rudi Dutschke tills han gifte sig, fick ett bra jobb och övergav sina ideal. 
I slutet av filmen beslutar sig de tre ungdomarna för att köra tillbaka Hardenberg till sitt hem och han lovar att han inte tänker anmäla dem.

## Om filmen
Bland musiken i filmen finns bland annat Jeff Buckleys version av Leonard Cohens sång Hallelujah. Nada Surfs sång Hyperspace är också med i filmen. 

## Rollista (i urval)
- Daniel Brühl - Jan
- Julia Jentsch - Jule
- Stipe Erceg - Peter
- Burghart Klaußner - Hardenberg, affärsman